# Christopher Becker
Christopher Becker (* 1. Mai 1980 in Bad Münstereifel) ist ein deutscher Filmregisseur, Drehbuchautor und Filmproduzent.

## Leben
Christopher Becker studierte Regie an der internationalen filmschule köln, wo er im Jahr 2005 abschloss. Daneben war er in unterschiedlichen Positionen in der Filmbranche tätig, zunächst als Aufnahmeleiter, später als Produktionsleiter. Bereits während des Studiums drehte er Kurzfilme, die auf nationalen und internationalen Filmfestivals vertreten waren. Dazu gehören Frauenparkplatz und sein Abschlussfilm Mittsommer. Von 2007 bis 2011 war er neben Johannes F. Sievert und Moritz Grenzebach Teilhaber und Geschäftsführer der Firma „Pi Filmproduktion“, die im Gründungsjahr in das Stipendiatenprogramm des von der Filmstiftung NRW und der Stadt Köln initiierten „AV-Gründerzentrum NRW“ aufgenommen wurde.
Gemeinsam mit Daniel Rakete Siegel schrieb und inszenierte er von 2008 bis 2010 die Webserie Highroller und Tank mit Daniel Wiemer, Raphael Rubino, Anna Angelina Wolfers und Hans-Martin Stier in den Hauptrollen. Aus der Zusammenarbeit entstand auch der Viral-Spot „Schalenklau“ für die Firma PayPal, der über zwei Millionen Mal im Internet gesehen wurde und Ausstrahlung in Zeiglers wunderbare Welt des Fußballs, der Sportschau und im Aktuellen Sportstudio erfuhr.
An der Universität Duisburg-Essen war er als Dozent tätig. 2011 hatte er einen Gastauftritt in dem Kinofilm Eine Insel namens Udo, 2012 in dem Kinofilm Pommes essen.
Im Januar 2012 hatten die von ihm produzierten Kurzfilme Brüder und Spielzeit Premiere. Brüder lief mit seiner Erstaufführung im Wettbewerb um den besten Kurzfilm im Rahmen des Max Ophüls Preises in Saarbrücken und war im August 2012 für den First Steps Award nominiert, Spielzeit war beim Sundance Film Festival in Park City, Utah für den besten internationalen Kurzfilm nominiert.
2015 entwickelte er mit Daniele Rizzo die Comedy-Serie Comedy Rocket, die er in drei Staffeln bis 2017 produzierte und als Headwriter verantwortete. Bei einigen Episoden führte er zusätzlich Regie. Auf Facebook konnte Comedy Rocket über 230 Millionen Videoabrufe verzeichnen. Alleine auf Youtube erreichte der Clip Sex in der Badewanne über 18 Millionen Zuschauer (Stand Januar 2020). Der Clip „So gehen Beziehungen kaputt“ wurde als Kommentar zur Digitalisierung und KI breit in Medien besprochen. Mac Life bezeichnete des Clip als „wirklich witzig und gar nicht so weit hergeholt“. Im Jahr 2017 war Comedy Rocket nominiert für den Goldene Kamera Digital Award in der Kategorie Comedy.

## Filmografie
- 2004: Frauenparkplatz (Regie)
- 2005: Transfamily (Kamera)
- 2005: Schwarzer Peter (Regie)
- 2005: Mittsommer
- 2006: Poldis Engel (Produktionsleiter)
- 2007: Absolution (Koproduzent)
- 2008: Highroller und Tank (Buch und Regie mit Daniel Rakete Siegel)
- 2011: Eine Insel namens Udo (Schauspieler)
- 2012: Brüder (Produzent)
- 2012: Spielzeit (Produzent)
- 2012: Pommes essen (Schauspieler)
- 2015–2017: Comedy Rocket

## Auszeichnungen
Sein Film Frauenparkplatz wurde mit dem Made For Mobile Award 2007 ausgezeichnet. Im Jahr 2010 war sein Viral-Werbespot für die Internationale Filmschule Köln für den Viral Video Award nominiert.